# Brokstjärtar
Brokstjärtar (Phlogophilus) är ett släkte med fåglar i familjen kolibrier med två arter:
- Ecuadorbrokstjärt (P. hemileucurus)
- Perubrokstjärt (P. harterti)